# Harrie Jansen
Harrie Jansen (Amsterdam, 25 de gener de 1947) és un ex-ciclista neerlandès, que fou professional entre 1969 i 1973. Quan era amateur va participar en els Jocs Olímpics de Ciutat de Mèxic de 1968 en la prova de ciclisme en ruta individual.
És germà del també ciclista Jan Jansen.

## Palmarès
- 1967
  - 1r a Ster van Zwolle
  - 1r a la Ronde van Zuid-Holland
  - 1r a la Ronde van Gendringen
- 1968
  - 1r a la Ronde van Noord-Holland
  - Vencedor d'una etapa a l'Olympia's Tour
- 1969
  - 1r a la Ronde van Noord-Holland
- 1970
  - 1r al Memorial Tom Simpson
  - 2n al Campionat dels Països Baixos en ruta